# Marc Zinga

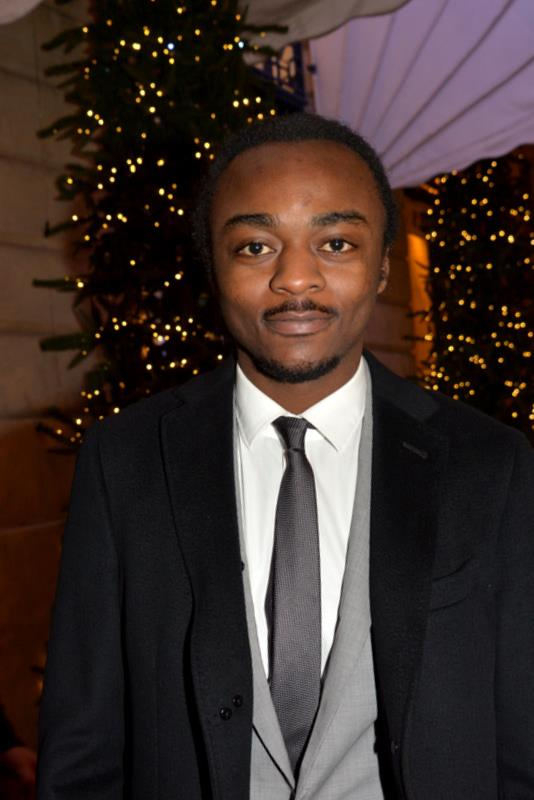
Marc Zinga im Jahr 2015

Marc Zinga (* 21. Oktober 1984 in Likasi) ist ein kongolesisch-belgischer Filmschauspieler, Sänger und Filmemacher.

## Leben
Zinga wurde 1984 in Likasi geboren und zog im Alter von fünf Jahren mit seiner Familie nach Belgien. Zwischen 2003 und 2011 war er einer der Sänger der Gruppe The Peas Project. Er begann seine Schauspielkarriere in kleinen Film- und Fernsehrollen, bevor er wichtige Rollen in den Filmen Les Rayures du zébre und May Allah Bless France! bekam. 2015 erhielt er den Magritte Award. Im selben Jahr spielte Marc Zinga eine Nebenrolle in dem James-Bond-Film Spectre.

## Filmografie (Auswahl)
- 2009: Diamond 13 (Diamant 13)
- 2009: Mr. Nobody
- 2011: Goldman
- 2012: Engrenages (Fernsehserie, 8 Folgen)
- 2013: Je suis supporter du Standard
- 2014: Les rayures du zèbre
- 2015: Peplum (Fernsehserie, 12 Folgen)
- 2015: James Bond 007: Spectre
- 2016: Das unbekannte Mädchen (La fille inconnue)
- 2016: Ein Dorf sieht schwarz (Bienvenue à Marly-Gomont)
- 2017: Calls (Fernsehserie)
- 2018: The Mercy of the Jungle
- 2019: Le jeune Ahmed
- 2020: Brutus vs César
- 2020: Moloch
- 2022: Tori et Lokita